# توني ماير
توني ماير (بالإنجليزية: Tony Meier)‏ مواليد 3 يونيو 1990 في وايلدوود، هو لاعب كرة سلة أمريكي. بدأ مسيرته الاحترافية في سنة 2012. يبلغ طوله 6 قدم 8 بوصة (2.0 م). لعب مع نادي ستاروجارد جدانسكي لكرة السلة في الدوري البولندي لكرة السلة ونادي نيمبورك لكرة السلة في الدوري التشيكي الوطني لكرة السلة.

## روابط خارجية
- توني ماير على موقع كرة السلة الأوروبية.كوم (الإنجليزية)
- توني ماير على موقع DraftExpress.com (الإنجليزية)
- توني ماير على موقع كلية كرة السلة في سبورتس رفرنس.كوم (الإنجليزية)
- توني ماير على موقع ريلجم (الإنجليزية)
- توني ماير على موقع بروبوليرز (الإنجليزية)
- توني ماير على موقع سبورتس رفرنس (الإنجليزية)